# Flughafen Dinard-Pleurtuit-Saint-Malo

i7
i11
i13
Der Aéroport Dinard Bretagne, (früher Aéroport de Dinard-Pleurtuit-Saint-Malo, IATA-Code: DNR, ICAO-Code: LFRD), ist ein französischer Flughafen. Er liegt in der Kommune Pleurtuit im französischen Département Ille-et-Vilaine in der Region Bretagne. Träger des Flughafens ist ein Konsortium der Industrie- und Handelskammer von Rennes et Pays de Saint-Malo mit Vinci Airports.

## Geschichte
Im Zweiten Weltkrieg besetzte ihn die deutsche Luftwaffe.
Die folgende Tabelle zeigt eine Auflistung ausgesuchter fliegender aktiver Einheiten (ohne Schul- und Ergänzungsverbände) der Luftwaffe der Wehrmacht die hier zwischen 1940 und 1944 stationiert waren.
| Von         | Bis           | Einheit                                                          |
| ----------- | ------------- | ---------------------------------------------------------------- |
| Juni 1940   | Juli 1940     | Stab des Kampfgeschwaders 28 (Stab/KG 28)                        |
| Juli 1940   | Dezember 1940 | Stab des Sturzkampfgeschwaders 3 (Stab/St.G 3)                   |
| Juli 1940   | Januar 1941   | Stab des Sturzkampfgeschwaders 2 (Stab/St.G 2)                   |
| August 1940 | Januar 1941   | Stab des Sturzkampfgeschwaders 2 (I./St.G 2)                     |
| August 1940 | Januar 1941   | II. Gruppe des Kampfgeschwaders 27 (II./KG 27)                   |
| Mai 1942    | Februar 1943  | Stab des Kampfgeschwaders 6 (Stab/KG 6)                          |
| Juli 1942   | Juli 1942     | II. Gruppe des Kampfgeschwaders 6 (II./KG 6)                     |
| August 1943 | Juni 1944     | 1. und 2. Staffel der Nahaufklärungsgruppe 13 (1.u. 2./NAGr. 13) |

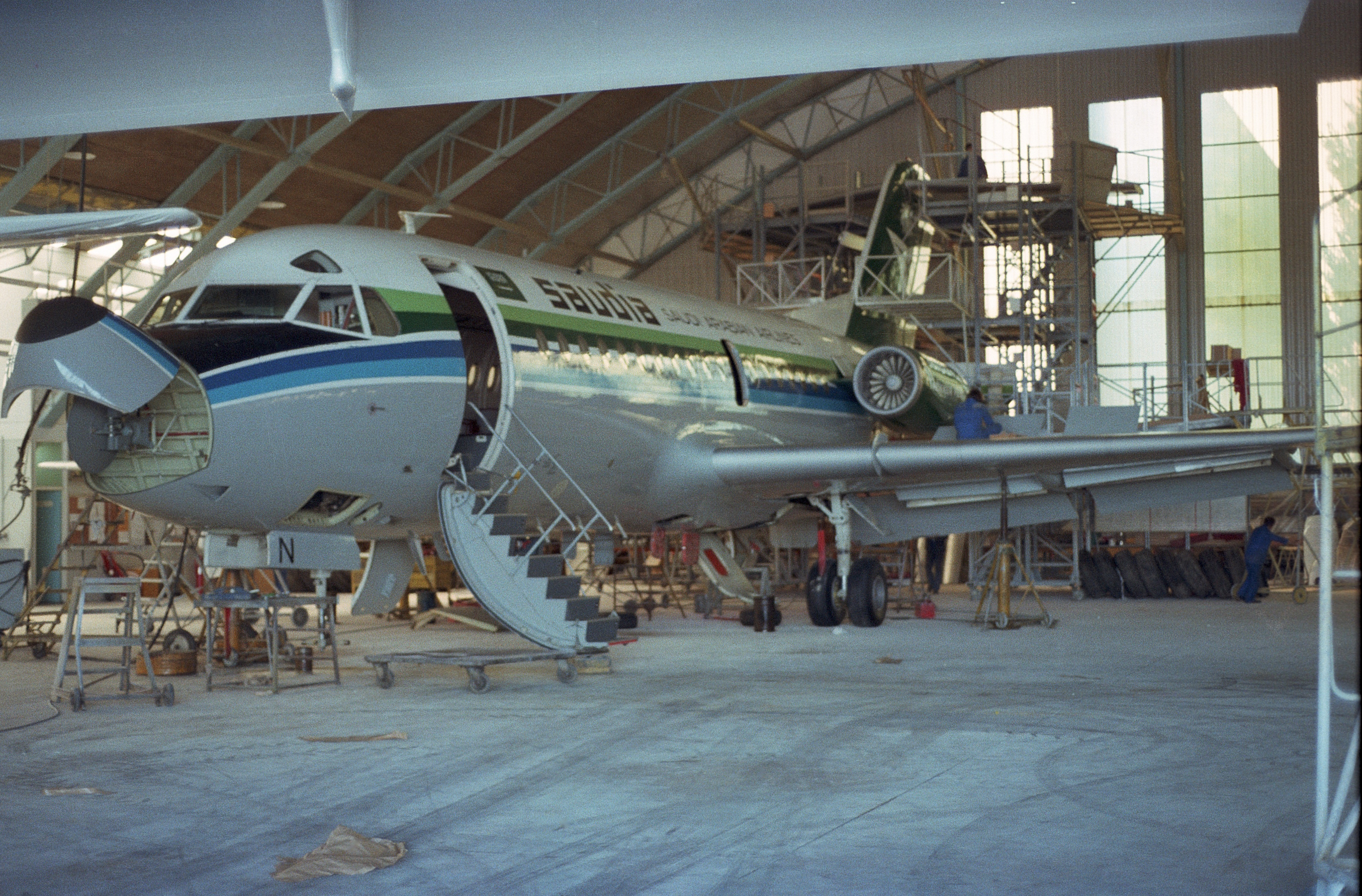
Unterhalt einer F-28 der Fluggesellschaft Saudia auf dem Aeroport Dinard–Pleurtuit–Saint-Malo

Auf der Westseite der Hauptpiste ist die Wartungsfirma Sabena Technics zuhause, welche Anfang 2019 vor Ort etwa 500 Arbeitnehmer beschäftigte, Tendenz steigend, nachdem die Zahl im Jahr 2010 schon einmal bei 700 Personen gelegen hatte. Das Unternehmen wartete früher Propeller-Verkehrsflugzeuge der Hersteller Fokker und Nord sowie die Jets der Fokker-Fellowship-Familie und die Fokker 100. Der größte Kunde ist die französische Luftwaffe, welche zudem Dassault Falcon zur Überholung bringt. Ab 2013 wurden auch Puma-Helikopter der Armee überholt.

## Technik am Flughafen
Es sind ILS auf die Bahnen 17/35 vorhanden. Am Flughafen kann Jet A1 und AVGAS getankt werden.

## Zwischenfälle
Von 1972 bis Juli 2022 kam es am Flughafen Dinard und in seiner näheren Umgebung zu drei Totalschäden von Flugzeugen. Dabei kam es nicht zu Todesfällen. Auszug:
- Am 15. November 1972 wurde eine Britten-Norman BN-2A9 Islander der Rousseau Aviation  (Luftfahrzeugkennzeichen F-BTGH) auf dem Flughafen Dinard-Pleurtuit irreparabel beschädigt. Die Maschine war erst sieben Monate zuvor fabrikneu übernommen worden.[7][8]

- Am 25. Februar 1988 wurde eine Beechcraft 99 der französischen Transport Aérien Transrégional (TAT) (F-BTMJ) auf dem Flughafen Dinard-Pleurtuit irreparabel beschädigt. Nähere Umstände sind nicht bekannt. Menschen kamen nicht zu Schaden.[9]

- Am 23. März 1991 fing eine Fairchild-Hiller FH-227B der französischen Transport Aérien Transrégional (TAT) (F-GCPZ) auf dem Flughafen Dinard-Pleurtuit Feuer und brannte aus. Menschen kamen nicht zu Schaden.[10]